# Campionati kazaki di ciclismo su strada
I campionati kazaki di ciclismo su strada sono la manifestazione ciclistica annuale che assegna il titolo di Campione del Kazakistan. I vincitori hanno il diritto di indossare per un anno la maglia di campione kazako, come accade per il campione del mondo.

## Campioni in carica (2025)
| Uomini Elite | Uomini Elite         | Uomini Elite |
| ------------ | -------------------- | ------------ |
| In linea     | Evgenij Fëdorov      |              |
| Cronometro   | Evgenij Fëdorov      |              |
| Donne Elite  |                      |              |
| In linea     | Yelizaveta Sklyarova |              |
| Cronometro   | Akpeiil Ossim        |              |

## Albo d'oro

### Titoli maschili
Aggiornato all'edizione 2025.
| Anno | Vincitore                             | Secondo                               | Terzo                                 |
| ---- | ------------------------------------- | ------------------------------------- | ------------------------------------- |
| 1997 | Sergej Jakovlev                       | Dmitrij Fofonov                       | Aleksandr Nadobenko                   |
| 1998 | Sergej Belusov                        | Valerij Titov                         | Konstantin Kuznecov                   |
| 1999 | Andrej Teterjuk                       | Dmitrij Murav'ëv                      | Pavel Nevdach                         |
| 2000 | Sergej Jakovlev                       | Andrej Mizurov                        | Andrej Teterjuk                       |
| 2001 | Andrej Mizurov                        | Sergej Jakovlev                       | Valerij Titov                         |
| 2002 | Dmitrij Murav'ëv                      | Pavel Nevdach                         | Kajrat Bajgudinov                     |
| 2003 | Pavel Nevdach                         | Vadim Gorbačevskij                    | Valentin Iglinskij                    |
| 2004 | Andrej Mizurov                        | Andrej Kašečkin                       | Maksim Iglinskij                      |
| 2005 | Aleksandr Vinokurov                   | Andrej Mizurov                        | Andrej Kašečkin                       |
| 2006 | Andrej Kašečkin                       | Aleksandr Vinokurov                   | Maksim Iglinskij                      |
| 2007 | Maksim Iglinskij                      | Andrej Mizurov                        | Valentin Iglinskij                    |
| 2008 | Asan Bazaev                           | Sergej Renëv                          | Maksim Gurov                          |
| 2009 | Dmitrij Fofonov                       | Maksim Gurov                          | Dmitrij Gruzdev                       |
| 2010 | Maksim Gurov                          | Asan Bazaev                           | Vladislav Gorbunov                    |
| 2011 | Andrej Mizurov                        | Aleksandr Šušemoin                    | Ruslan Tileubaev                      |
| 2012 | Asan Bazaev                           | Aleksej Lucenko                       | Abdraimžan Išanov                     |
| 2013 | Aleksandr D'jačenko                   | Sergej Renev                          | Tilegen Majdos                        |
| 2014 | Il'ja Davidenok                       | Aleksandr Šušemoin                    | Nurbolat Kulimbetov                   |
| 2015 | Oleg Zemljakov                        | Dmitrij Lukjanov                      | Stepan Astaf'ev                       |
| 2016 | Arman Kamyšev                         | Aleksandr Šušemoin                    | Matvej Nikitin                        |
| 2017 | Artëm Zacharov                        | Ališer Žumachan                       | Grigorij Štein                        |
| 2018 | Aleksej Lucenko                       | Nikita Stal'nov                       | Artëm Zacharov                        |
| 2019 | Aleksej Lucenko                       | Dmitrij Gruzdev                       | Anton Kuzmin                          |
| 2020 | annullato per la pandemia di COVID-19 | annullato per la pandemia di COVID-19 | annullato per la pandemia di COVID-19 |
| 2021 | Evgenij Fëdorov                       | Evgenij Gidič                         | Artëm Zacharov                        |
| 2022 | Evgenij Gidič                         | Artëm Zacharov                        | Gleb Brussenskiy                      |
| 2023 | Aleksej Lucenko                       | Evgenij Gidič                         | Daniil Marukhin                       |
| 2024 | Dmitrij Gruzdev                       | Gleb Brusenskij                       |                                       |
| 2025 | Evgenij Fëdorov                       | Anton Kuzmin                          | Daniil Marukhin                       |

| Anno | Vincitore                             | Secondo                               | Terzo                                 |
| ---- | ------------------------------------- | ------------------------------------- | ------------------------------------- |
| 2000 | Dmitrij Fofonov                       | Sergej Jakovlev                       | Andrej Mizurov                        |
| 2001 | Vadim Kravčenko                       | Sergej Drevjanov                      | Pavel Nevdach                         |
| 2002 | Andrej Mizurov                        | Dmitrij Murav'ëv                      | Pavel Nevdach                         |
| 2003 | Dmitrij Murav'ëv                      | Vadim Lavrenenko                      | Jurij Juda                            |
| 2004 | Pavel Nevdach                         | Andrej Mizurov                        | Jurij Juda                            |
| 2005 | Dmitrij Murav'ëv                      | Maksim Iglinskij                      | Maksim Gurov                          |
| 2006 | Maksim Iglinskij                      | Dmitrij Murav'ëv                      | Jurij Juda                            |
| 2007 | Aleksandr D'jačenko                   | Dmitrij Gruzdev                       | Andrej Mizurov                        |
| 2008 | Andrej Mizurov                        | Andrej Zejc                           | Roman Kireev                          |
| 2009 | Andrej Mizurov                        | Roman Kireev                          | Andrej Zejc                           |
| 2010 | Andrej Mizurov                        | Roman Kireev                          | Daniil Fominych                       |
| 2011 | Dmitrij Gruzdev                       | Andrej Mizurov                        | Aleksandr D'jačenko                   |
| 2012 | Dmitrij Gruzdev                       | Aleksej Lucenko                       | Daniil Fominych                       |
| 2013 | Andrej Mizurov                        | Aleksandr D'jačenko                   | Daniil Fominych                       |
| 2014 | Daniil Fominych                       | Oleg Zemljakov                        | Dmitrij Rive                          |
| 2015 | Aleksej Lucenko                       | Daniil Fominych                       | Žandos Bižigitov                      |
| 2016 | Dmitrij Gruzdev                       | Žandos Bižigitov                      | Nikita Stal'nov                       |
| 2017 | Žandos Bižigitov                      | Nikita Stal'nov                       | Artëm Zacharov                        |
| 2018 | Daniil Fominych                       | Igor' Čžan                            | Andrej Zejc                           |
| 2019 | Aleksej Lucenko                       | Dmitrij Gruzdev                       | Daniil Fominych                       |
| 2020 | annullato per la pandemia di COVID-19 | annullato per la pandemia di COVID-19 | annullato per la pandemia di COVID-19 |
| 2021 | Daniil Fominych                       | Evgenij Fëdorov                       | Jurij Natarov                         |
| 2022 | Yuriy Natarov                         | Igor' Čžan                            | Anton Kuzmin                          |
| 2023 | Aleksej Lucenko                       | Dmitrij Gruzdev                       | Anton Kuzmin                          |
| 2024 | Dmitrij Gruzdev                       | Igor' Čžan                            | Gleb Brusenskij                       |
| 2025 | Evgenij Fëdorov                       | Anton Kuzmin                          | Nicolas Vinokurov                     |

### Titoli femminili
Aggiornato all'edizione 2021.
| Anno    | Vincitrice                            | Seconda                               | Terza                                 |
| ------- | ------------------------------------- | ------------------------------------- | ------------------------------------- |
| 2005    | Zul'fija Zabirova                     | Marina Andreičenko                    | Ljubov' Dombickaja                    |
| 2006    | Zul'fija Zabirova                     | Ljubov' Dombickaja                    | -                                     |
| 2007    | Zul'fija Zabirova                     | Ljubov' Dombickaja                    | Natal'ja Stefanskaja                  |
| 2008    | Zul'fija Zabirova                     | Marija Slokotovič                     | Olesja Atraškevič                     |
| 2009    | Marija Slokotovič                     | Marina Andreičenko                    | Natal'ja Stefanskaja                  |
| 2010-14 | non disputato                         | non disputato                         | non disputato                         |
| 2015    | Natal'ja Sajfutdinova                 | Machabbat Umutžanova                  | Faina Potapova                        |
| 2016    | Natal'ja Sajfutdinova                 | Natal'ja Sokovnina                    | Faina Potapova                        |
| 2017    | Tat'jana Genelëva                     | Faina Potapova                        | Amilija Iskakova                      |
| 2018    | Natal'ja Sajfutdinova                 | Amilija Iskakova                      | Makhabbat Umutzhanova                 |
| 2019    | Svetlana Paščenko                     | Anžela Solov'eva                      | Tat'jana Bogdanova                    |
| 2020    | annullato per la pandemia di COVID-19 | annullato per la pandemia di COVID-19 | annullato per la pandemia di COVID-19 |
| 2021    | Makhabbat Umutzhanova                 | Faina Potapova                        | Rinata Sultanova                      |
| 2022    | Rinata Sultanova                      | Akpeiil Ossim                         | Kristina Stuzhuk                      |
| 2023    | Makhabbat Umutzhanova                 | Rinata Sultanova                      | Anzhela Solovyeva                     |
| 2024    | Rinata Sultanova                      | Violetta Kazakova                     | Yelizaveta Sklyarova                  |
| 2025    | Yelizaveta Sklyarova                  | Milana Kotelnikova                    | Yevgeniya Zaam                        |

| Anno      | Vincitrice                            | Seconda                               | Terza                                 |
| --------- | ------------------------------------- | ------------------------------------- | ------------------------------------- |
| 2005      | Zul'fija Zabirova                     | Ljubov' Dombickaja                    | Olesya Atrashkevich                   |
| 2006      | Zul'fija Zabirova                     | Ljubov' Dombickaja                    | -                                     |
| 2007      | Zul'fija Zabirova                     | Marija Slokotovič                     | Marina Andreičenko                    |
| 2008      | Zul'fija Zabirova                     | Marija Slokotovič                     | Natal'ja Eliseeva                     |
| 2009      | Marija Slokotovič                     | Marina Andreičenko                    | Natal'ja Stefanskaja                  |
| 2010-2014 | non disputato                         | non disputato                         | non disputato                         |
| 2015      | Ekateryna Jurajtis                    | Natal'ja Sajfutdinova                 | Natal'ja Sokovnina                    |
| 2016      | Ekateryna Jurajtis                    | Natal'ja Sajfutdinova                 | Makhabbat Umutzhanova                 |
| 2017      | Natal'ja Sokovniva                    | Ekateryna Jurajtis                    | Makhabbat Umutzhanova                 |
| 2018      | Natal'ja Sajfutdinova                 | Faina Potapova                        | Tat'jana Genelëva                     |
| 2019      | Makhabbat Umutzhanova                 | Natal'ja Sajfutdinova                 | Rinata Achmetča                       |
| 2020      | annullato per la pandemia di COVID-19 | annullato per la pandemia di COVID-19 | annullato per la pandemia di COVID-19 |
| 2021      | Rinata Sultanova                      | Marina Kuzmina                        | Anzhela Solovyeva                     |
| 2022      | Makhabbat Umutzhanova                 | Yelena Mandrakova                     | Akpeiil Ossim                         |
| 2023      | Makhabbat Umutzhanova                 | Violetta Kazakova                     | Akpeiil Ossim                         |
| 2024      | Rinata Sultanova                      | Akpeiil Ossim                         | Makhabbat Umutzhanova                 |
| 2025      | Akpeiil Ossim                         | Faina Potapova                        | Anzhela Solovyeva                     |